# Тизенгаузен, Екатерина Фёдоровна
Графиня Екатери́на Фёдоровна Тизенга́узен (1803 — 26 апреля 1888) — внучка фельдмаршала Кутузова, дочь Е. М. Хитрово, фрейлина, камер-фрейлина при трёх императрицах — Александре Фёдоровне, Марии Александровне, Марии Фёдоровне; кавалерственная дама ордена Святой Екатерины.

## Биография
Дочь флигель-адъютанта императора Александра I Фердинанда фон Тизенгаузена (1782—1805) и Елизаветы Михайловны, урождённой Кутузовой (1783—1839). Детство вместе с сестрой Дарьей (Доротеей, Долли) провела в Ревеле у своей бабушки Е. И. Тизенгаузен. В 1813 году Екатерина была определена фрейлиной к Елизавете Алексеевне, оставалась она в числе фрейлин и после смерти императрицы, не исполняя каких-либо обязанностей.
В 1811 году мать Екатерины и Доротеи вышла замуж за генерал-майора Николая Фёдоровича Хитрово. В 1815 году он был назначен российским поверенным в делах при герцоге Тосканском и вместе с семьёй переехал во Флоренцию.
В январе 1817 года почти разорённый Н. Ф. Хитрово получил отставку — обязанности поверенного передавались русскому послу в Риме, бывший поверенный остался жить во Флоренции — именно при этом условии он имел право на пенсию, вероятно, таким образом император надеялся заставить Хитрово выплатить долги. Елизавета Михайловна, чтобы поправить материальное положение семьи, совершила вместе с Екатериной и Долли поездку в Россию, где продала коллекцию антиков Хитрово. 19 мая 1819 года Н. Хитрово умер, после него остались только долги. Тем не менее, несмотря на отсутствие денег, Елизавета Михайловна в 1820 году вместе с дочерьми побывала в Неаполе, а позднее совершила путешествие в Центральную Европу (возможно, что она получала поддержку от родных из России). Мать надеялась выдать своих дочерей замуж. Вероятно, к этому времени относится высказывание о Е. М. Хитрово Д. И. Долгорукова: «Г-жа Хитрово имеет вид серого <…> торгаша, который ездит по всем ярмаркам, чтобы за хорошую цену продать свой товар, который заключается в двух прелестных дочерях».
В середине 1820-х годов Екатериной увлёкся прусский король Фридрих-Вильгельм III, как писала чешская графиня Здена (Сидония) Хотек своей знакомой, Елизавета Михайловна «всё время старалась с ним [королём] сблизить [Екатерину]». Вскоре, однако, Фридрих-Вильгельм познакомился с Августой фон Гаррах и заключил с ней морганатический брак. Елизавета Михайловна в беседе с княгиней Кляри заявила: «Поймите вы короля! Вы же, однако, видели, как он был влюблён в мою дочь; но это был бы неподходящий брак для внучки генерала Кутузова». Комментируя это письмо, Н. Раевский отмечает, что не доверять свидетельству Хотек нет оснований, и что в данном случае Елизавете Михайловне изменили присущие ей «ум и житейская опытность», — не сумев устроить брак Екатерины с королём, она объявила его «неподходящим».
По слухам, Екатерина родила внебрачного ребёнка — будущего графа Феликса Сумарокова-Эльстона, об этом пишет в своих мемуарах (1952) Ф. Юсупов. Об этом же сообщал потомок Д. Фикельмон, князь Альфонс Клари-Альдринген, — когда его отец, Зигфрид, служил в Петербурге в австрийском посольстве (ещё при жизни Екатерины Фёдоровны), его русские родственники рассказывали, что она — мать Феликса. Сам Феликс всю жизнь называл её тётей. По семейному преданию, отцом мальчика был один из представителей королевского дома Пруссии, и благосклонность императрицы Александры Фёдоровны к Екатерине объясняли именно этим обстоятельством. О том, что у Екатерины был внебрачный сын, рассказывал и М. Лобанов-Ростовский.
Существует также версия (её придерживалась правнучка Сумарокова-Эльстона З. Бурке-Башкирова), что родителями Эльстона были не состоявшие в браке барон Хюгель и венгерская графиня Форгач, урождённая Андраши, родственница венгерского премьер-министра. В архиве Юсуповых сохранились письма графини Форгач к сыну, впрочем, сторонники другой версии считают, что эти письма появились благодаря Елизавете Михайловне, которая стремилась обелить дочь.

Барон Хюгель был знаком с Екатериной Тизенгаузен с начала 1820-х годов, когда семья Хитрово находилась в Италии. Он сделал старшей дочери Елизаветы Михайловны предложение. Однако вскоре Хюгель влюбился в Меланию Зичи (нем. Melanie Zichy-Ferraris) и обручился с ней в 1824 году. Браку этому также не суждено было состояться: в 1830 году Мелания Зичи отказала Хюгелю и стала третьей женой Меттерниха. Елизавета Михайловна, надеявшаяся устроить судьбу Екатерины, буквально преследовала Хюгеля. К удивлению высшего общества Вены она усыновила его незаконнорождённого сына. Возможно, Хитрово также рассчитывала, что графиня Форгач назначит содержание своему сыну. В августе 1825 года канцлер Меттерних в письме к австрийскому посланнику в России Лебцельтерну так говорит о Хитрово: 
«Цель этой прогулки [поездки Хитрово по Европе] выставлять напоказ Екатерину и встретить её с Карлом Хюгелем, внебрачного сына которого она возит с собой, не будучи его матерью. При этом она всем говорит: „Думают, что это мой мальчик, но — увы! — я не имею счастья быть его матерью!“»
В 1826 году Феликс был привезён из Европы в Россию, о нём по-прежнему заботилась Елизавета Михайловна, отчество «Николаевич» он получил по имени своего крестного отца — Николая I. После смерти Е. Хитрово опекала Феликса Екатерина Фёдоровна, судя по сохранившимся письмам, она поддерживала с ним и его семьёй родственную связь.
По возвращении из Италии в Петербург в 1826 году Екатерина в качестве фрейлины появлялась при царском дворе. Она стала близкой подругой императрицы Александры Фёдоровны. В мае 1833 года, став камер-фрейлиной императрицы, Екатерина Тизенгаузен переехала в Зимний дворец. По мнению переводчика дневника Долли Фикельмон С. Мрочковской-Балашовой, этим назначением Николай I добивался расположения семьи австрийского посла (Фикельмона), свояченицей которого была Екатерина.
Екатерина Тизенгаузен так и не вышла замуж. В Петербурге она была влюблена в своего троюродного брата Василия Бобринского. Как писала её сестра: «она [Екатерина] привыкла считать его человеком, с которым проведёт свою жизнь», но в 1830 году Бобринский женился на Софье Соковниной. Екатерина тяжело переживала этот разрыв. Ещё одно увлечение Екатерины — Ираклий Баратынский, брат поэта, в 1835 году он женился на богатой княжне А. Абамелек.
В пушкиноведении Екатерина Тизенгаузен упоминается в связи с созданием стихотворения «Циклоп». Это произведение, написанное Пушкиным специально для костюмированного бала в Аничковом дворце 4 января 1830 года, она исполняла в маске циклопа.
Известно, что Тизенгаузен приняла участие в судьбе молодого Александра Герцена. В 1842 году к ней, как к человеку, которого «любила и отличала» императрица, за помощью в деле Герцена, находившегося в то время в новгородской ссылке, обратился Соллогуб. Екатерина Фёдоровна ходатайствовала перед императрицей, и та добилась от Николая I разрешения ссыльному выехать в Москву.
В последний период жизни Екатерина Фёдоровна в своей квартире в Зимнем дворце каждый вечер устраивала приёмы. По отзыву писателя К. Головина, бывавшего там зимой 1875—1876 годов, у графини Тизенгаузен всегда можно было встретить, кроме многочисленных потомков Кутузова, интересных и даже выдающихся людей, а все гости, вне зависимости от возраста и мировоззрения, чувствовали себя там как дома. 

«В своём глубоком кресле, графиня — ей было под 80 — тонкая, немного высохшая, но всегда приветливая, и приветливая искренно, от самого сердца, — всех принимала с одинаковой улыбкой»— Головин К. Мои воспоминания. — СПб., 1908. — Т. 1. — С. 306.
 Жизнью салона руководила правнучка Кутузова, баронесса Анна Пиллар-фон-Пильхау (1832—1885), дочь барона К. Ф. Пилар фон Пильхау.
В 1874 году в журнале «Русская старина» были опубликованы письма М. И. Кутузова к дочери, графине Елизавете Тизенгаузен, переданные Екатериной Фёдоровной. В 1911 году в Париже графом Ф. де Сони издана переписка Е. Тизенгаузен с сестрой Д. Фикельмон и её мужем, К. Фикельмоном. Екатерина Фёдоровна сохранила письма Пушкина к её матери, они были найдены и опубликованы в 1927 году.

## Комментарии
1. ↑  Умер от ран, полученных в сражении при Аустерлице. Л. Толстой, создавая сцену ранения князя Андрея в «Войне и мире», использовал рассказ о подвиге Тизенгаузена[2].
2. ↑  В том числе Хитрово с дочерьми побывала в Вене. Н. А. Раевский отмечает, что пока неизвестна точная дата поездки[5].
3. ↑  Из письма 1825 года Здены Хотек баронессе Монте[6].
4. ↑  Сын Феликса Николаевича, Феликс Феликсович, женился в 1888 году на последней представительнице рода Юсуповых Зинаиде Николаевне, таким образом в архив князей Юсуповых перешли бумаги, принадлежавшие Е. Хитрово и Е. Тизенгаузен[7].
5. ↑  Вместе с матерью она жила в доме Мижуева (современный адрес — Моховая, 41), позднее Елизавета Михайловна и Екатерина переехали в австрийское посольство  (особняк князя Салтыкова (Дворцовая набережная, 4)[11].